# Moulin de Montignies-sur-Roc
Le moulin de Montignies-sur-Roc est un moulin à eau situé à Montignies-sur-Roc, village faisant partie de la commune de Honnelles en Belgique.

## Description
L’ancien moulin à eau dit moulin Gilmant se dresse en contrebas (« au bas des Rocs ») du centre-bourg de Montignies, en bordure de la Petite Honnelle, sur l’actuelle rue de la Fontaine. Il se compose d’éléments édifiés ou remaniés après 1823, année où l’ancien moulin à huile (tordoir) daté du XVIIIe siècle fut transformé en moulin à grain. Une machine à vapeur fut installée en 1864, dont témoigne encore la cheminée s’élevant à droite du moulin. Plus à droite encore se trouve le corps de logis en forme de L, de style traditionnel.

## Historique
(janvier 2014).
- Si vous ne connaissez pas le sujet, laissez ce bandeau (vous pouvez alors contacter les auteurs).
- Si vous supprimez le contenu mis en cause (vous pouvez préalablement contacter les auteurs),

argumentez précisément cette suppression dans la page de discussion
(un manque de référence n'est pas un argument ; une recherche réelle de référence doit avoir été effectuée, être formellement documentée).
- Le 21 juin 1758, un octroi pour l’érection d’un moulin à eau à tordre l’huile de colza au village de Montignies-Notre-Dame-sur-Roc, à l’endroit dénommé la « pâture d’en bas » est accordée à Adrien Glineur.
- En 1789, le moulin devient la propriété de Charles-Louis Ghislain de Waziers Wavrin.
- De 1800 à 1859, par le jeu des alliances, le moulin devient la propriété de la famille La Motte Baraffe.
- En 1823, le tordoir est transformé en moulin à grain. Le débit de la rivière devenant insuffisant, le cours de celui-ci est détourné. (L’ancien lit étant la rue de La Fontaine actuelle). Deux digues en terre de 150 mètres de long sont édifiées afin de créer un bassin artificiel assurant une chute d’eau d’environ 7 m de haut. Après les graves inondations de 1898, on construit une 3e vanne et une digue de pierre sur la rive droite.
- Le 2 septembre 1859, Jean-Baptiste Gilmant, meunier à Pâturages, achète le moulin.
- Le 25 mars 1863, il le cède à son fils pour 15 000 francs belges qui s’y installe avec sa femme Ophélie Pluvinage. Ils auront 5 enfants : Augusta, Zima, Usta, Olga et Blanche. Ils resteront célibataires sauf Zima qui épouse Victor Demarbaix.
- Depuis 1859 à nos jours (149 ans en 2008) le moulin est resté dans la même famille. En effet, Usta reprend le moulin en 1884 à la mort de son père aidé de ses deux sœurs Olga et Blanche.
Pendant ce temps, Zima Gilmant et Victor Demarbaix s’installent finalement à Lobbes. Ils auront deux fils Hector et Jean.
Jean reprendra l’imprimerie familiale à Lobbes. Quant à Hector, en 1930, il débarque à Montignies à la suite de la mauvaise santé d'Usta. Il s'initie au métier de meunier et adopte son nouveau village.
- En 1935, Hector rencontre jeanne Lecerf d’Onnezies et il l’épouse en 1937. Hélas, le bonheur est de courte durée car la guerre est déclarée et Hector est mobilisé en 1938. Il fut prisonnier en Prusse orientale pendant 5 ans. Pourtant, pendant ce temps le moulin continua de fonctionner grâce à Jeanne et Usta aidé de Jean-Baptiste Delcroix. Hector reviendra au mois d’août 1945 et ils auront une fille Jenny qui naitra en 1947.
- En 1971, le moulin cesse toute activité et il ferme ses portes définitivement.
- En 1972, Jenny épouse Daniel Martin et Ils auront une fille Shirley.
Hélas, Hector ne profitera pas longtemps de sa retraite. Sa santé se dégrade et il meurt en 1981 à l’âge de 69 ans. Mais Jeanne n’abandonne pas le moulin et essaye de le sauvegarder de l’emprise du temps. Elle y restera jusqu’à la fin de sa vie.
À sa mort en décembre 1999, ce sont sa fille et sa petite-fille Shirley qui reprennent le flambeau familial. Depuis lors et avec l’aide de son époux Hugues Rabijns, Shirley et lui essayent de redonner vie à leur cher moulin en rouvrant les portes de celui-ci.